# Chuletón de Ávila
El chuletón de Ávila es un plato típico de la provincia de Ávila, España. Se obtiene a partir de una chuleta de buey, vaca o ternera de raza Avileña-Negra ibérica, autóctona de Castilla. Se trata de un gran chuletón de ternera preparado a la parrilla y generalmente servido poco hecho, la forma de preparación más tradicional de la región.

## Características

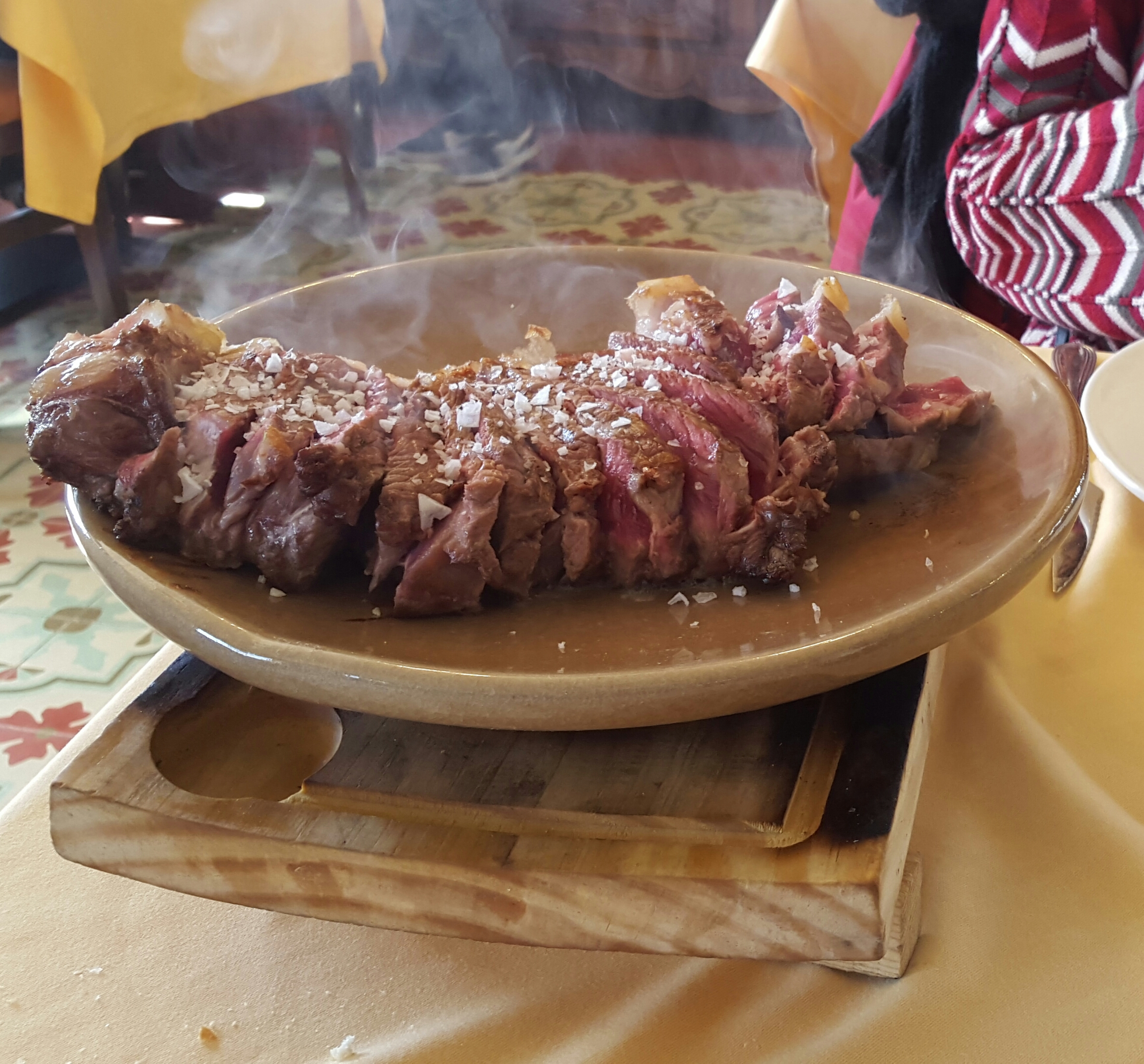
Chuletón servido en plato cerámico caliente sobre tabla de madera

Se trata de un filete que se suele elaborar asado y que puede superar el kilo de peso. El chuletón es de ternera Avileña, raza autóctona de ejemplares negros. La fama de esta raza ha sobrepasado las fronteras de la provincia y puede encontrarse en otras regiones españolas. Suele elaborarse con pocos condimentos, en algunas ocasiones va acompañado de patatas, lechuga y flor de tomillo. Se sirve por regla general en una tabla de madera (denominada palo) [cita requerida], pues debido a su gran tamaño puede no caber en un plato.